# 333. п. н. е.

## Догађаји
- Отпочела опсада Тира од стране Александра Македонског.
- Битка код Иса